# Roman Katchanov
Roman Abelevitch Katchanov (en russe : Рома́н А́белевич Кача́нов), né le 25 février 1921 à Smolensk en Union soviétique et mort le 4 juillet 1993 à Moscou, est un cinéaste d'animation soviétique.

## Biographie
Roman Katchanov est le fils d'Abel Mendelevitch Katchanov, un cordonnier, et de son épouse Khaya Yakovlevna. Il perd sa mère à l'âge de onze ans.
Il commence son service militaire en 1939, et suit une formation à l'école d'aviation de Krasnodar. Au printemps de 1941, il intègre l'Institut des chemins de fer de Moscou, mais sera de nouveau mobilisé quand les troupes allemandes viennent de pénétrer sur le territoire de l'Union soviétique lors de la Seconde Guerre mondiale. Il sert dans les troupes aéroportées et finira la guerre avec le grade de sergent en 1945. Son père et sa sœur ainée Maria périssent dans Smolensk occupé par les troupes Allemandes.
L'idée de travailler dans l'animation lui vient lorsqu'il voit pendant sa formation à l'école d'aviation, un film américain exposant les avantages du pilote automatique avec les éléments d'animation. En 1946, il demande son transfert dans la section cinématographiques du Ministère de la défense située dans le quartier de Bolchevo à Kaliningrad. Démobilisé, il arrivé au studios Soyouzmoultfilm où il travaille de 1947 à 1957 comme animateur, assistant réalisateur et directeur artistique auprès de Dmitri Babitchenko (ru), Valentina (ru) et Zinaïda Brumberg (ru), Lev Atamanov, Ivan Ivanov-Vano, Vladimir Polkovnikov.
En 1958, avec Anatoli Karanovitch (ru), il réalise son premier film Le vieil homme et la grue d'après les contes populaires russes. Puis, l'année suivante, ils adaptent ensemble le Nuage amoureux de Nâzım Hikmet qui obtient le prix spécial au Festival international du film d'animation d'Annecy, le prix FIPRESCI à Oberhausen et la médaille d'argent du festival de film de marionnettes de Bucarest. Marionnettiste à ses débuts, Katchanov réalise également plusieurs dessins animés comme Le Portrait d'après le conte de Sergueï Mikhalkov (1965) ou Le dernier pétale (1977) d'après Tsvetik-semitsvetik de Valentin Kataïev.
Son long métrage tiré des Aventures d'Alice de Kir Boulitchev Le Mystère de la troisième planète lui apporte le prix d'État de l'URSS en 1982.
Mort à Moscou le 4 juillet 1993, Roman Katchanov est enterré au Cimetière Troïekourovskoïe.
Son fils Roman Romanovitch Katchanov est également réalisateur.

## Filmographie partielle
Réalisateur
- 1959 : Le Nuage amoureux (ru) (Влюблённое облако, Vlioublionnoïe oblako)
- 1962 : Le ressentiment (ru)
- 1963 : Comment un chaton a construit une maison dessin animé (en russe : Как котёнку построили дом)
- 1964 : Les Contes d'Aliocha (russe : Алёшины сказки)
- 1964 : La Petite Grenouille cherche papa (russe : Лягушонок ищет папу)
- 1965 : Le Portrait (ru) (Портрет, Portret)
- 1966 : La Petite Fille perdue (dessin animé) (ru)
- 1967 : La Moufle (Варежка, Varejka)
- 1968 : Rivaux (dessin animé) (Соперники (мультфильм))
- 1969 : Guéna le crocodile (Крокодил Гена,  Krokodil Guena)
- 1970 : Lettre (dessin animé) (ru)
- 1971 : Tchebourachka (Чебурашка, Tchebourachka)
- 1972 : Maman (ru)
- 1972 : Voyage dans les airs (ru)
- 1974 : Chapeauclaque (Шапокляк,  Chapokliak)
- 1977 : Le dernier pétale (ru) (Последний лепесток, Posledni lepestok)
- 1981 : Le Mystère de la troisième planète (Тайна третьей планеты, Taïna tretieï planety)
- 1983 : Tchebourachka va à l'école (Чебурашка идёт в школу, Tchebourachka idet v chkolou)

Directeur artistique
- 1953 : Le brave Pak (ru) (Храбрый Пак, Khrabry Pak) de Vladimir Degtiariov (ru) et Evgueni Raïkovski (ru)
- 1955 : Zakoldovannyj malchik (Заколдованный мальчик) de Vladimir Polkovnikov et Alexandra Snejko-Blotskaïa
- 1958 : Gribok-teremok (ru) (Грибок-теремок) de Vladimir Polkovnikov

### En bref
Ne pas le confondre avec Roman Romanovitch Katchanov né en 1967, cinéaste lui aussi.